# Nuuk Lokalmuseum
Nuuk Lokalmuseum, grønlandsk Katersugaasivik Nuutoqaq, er et lokalhistorisk museum i Nuuk, Grønlands hovedstad. Museet åbnede for offentligheden i januar 2017 og ligger i byens gamle kolonihavn, hvor det holder til i det tidligere bådværft fra 1950’erne. Udstillingerne fokuserer på Nuuks historie og udvikling, især perioden fra midten af 1900-tallet og frem, og museet fungerer i dag som et kulturelt samlingspunkt i Nuuk.

## Historie og bygningens baggrund
Bygningen, som i dag rummer Nuuk Lokalmuseum, blev oprindeligt opført som byens bådværft i 1952 og fungerede som værft i omkring 30 år. Op gennem 1980’erne og 90’erne blev den gamle værftsbygning taget i brug til andre formål, herunder som turistinformation og som det såkaldte "Julemandens Værksted" i kolonihavnen. Efter en længere planlægningsfase blev det længe ventede lokalmuseum indviet i bygningen, og museet åbnede dørene for offentligheden i januar 2017. Museet har siden da haft til huse på adressen Hans Egedesvej 29.

### Samling og udstillinger
Museets genstandssamling er i overvejende grad doneret af Nuuks lokalbefolkning samt offentlige institutioner. Den faste udstilling giver en introduktion til Nuuks historie fra byens grundlæggelse i 1728, med særligt fokus på perioden fra 1950’erne og 1960’erne, hvor Nuuk for alvor udviklede sig til Grønlands hovedstad. Derudover afholder museet løbende skiftende særudstillinger og arrangementer om forskellige aktuelle temaer.
En særlig attraktion under Nuuk Lokalmuseum er Niels Lynges Hus, der ligger på Gertrud Raskvej 24. Dette er et velbevaret privat hjem fra 1950’erne, som tilhørte præsten, digteren og maleren Niels Lynge (1880–1965). Huset er et typisk selvbyggerhus fra perioden. Nuuk Kommune overtog huset efter Niels Lynges familie i 1990, da det stod indretningen udgjorde et værdifuldt kulturhistorisk tidsbillede. Huset blev indrettet som udstillingssted i samarbejde med Grønlands Nationalmuseum og åbnet for offentligheden i 1995, hvilket gjorde det til byens første kommunalt ejede museum. I Niels Lynges Hus står værelserne intakt med originalt inventar, møbler og redskaber fra 1950’erne, hvilket giver besøgende et unikt indblik i dagliglivet i Nuuk midt i 20. århundrede. Huset kan i dag besøges efter aftale med museet.

### Museet i dag
Nuuk Lokalmuseum drives af Kommuneqarfik Sermersooq og har et alsidigt program af udstillinger, foredrag, workshops og kulturelle arrangementer. Museets formål er at formidle viden om Nuuks lokalhistorie, engagere byens borgere og lægge op til dialog om byens kulturarv. Med dette sigte ønsker museet at fungere som et naturligt samlingspunkt for alle Nuuks indbyggere med interesse for byens historie.